# Каплуновский сельский совет Харьковской области
Каплуновский сельский совет — входит в состав Краснокутского района Харьковской области Украины.
Административный центр сельского совета находится в селе Каплуновка.

## История
- 1920 — дата образования.

## Населённые пункты совета
- село Каплуновка
- село Мойка